# Schloss Schönfeld (Dresden)

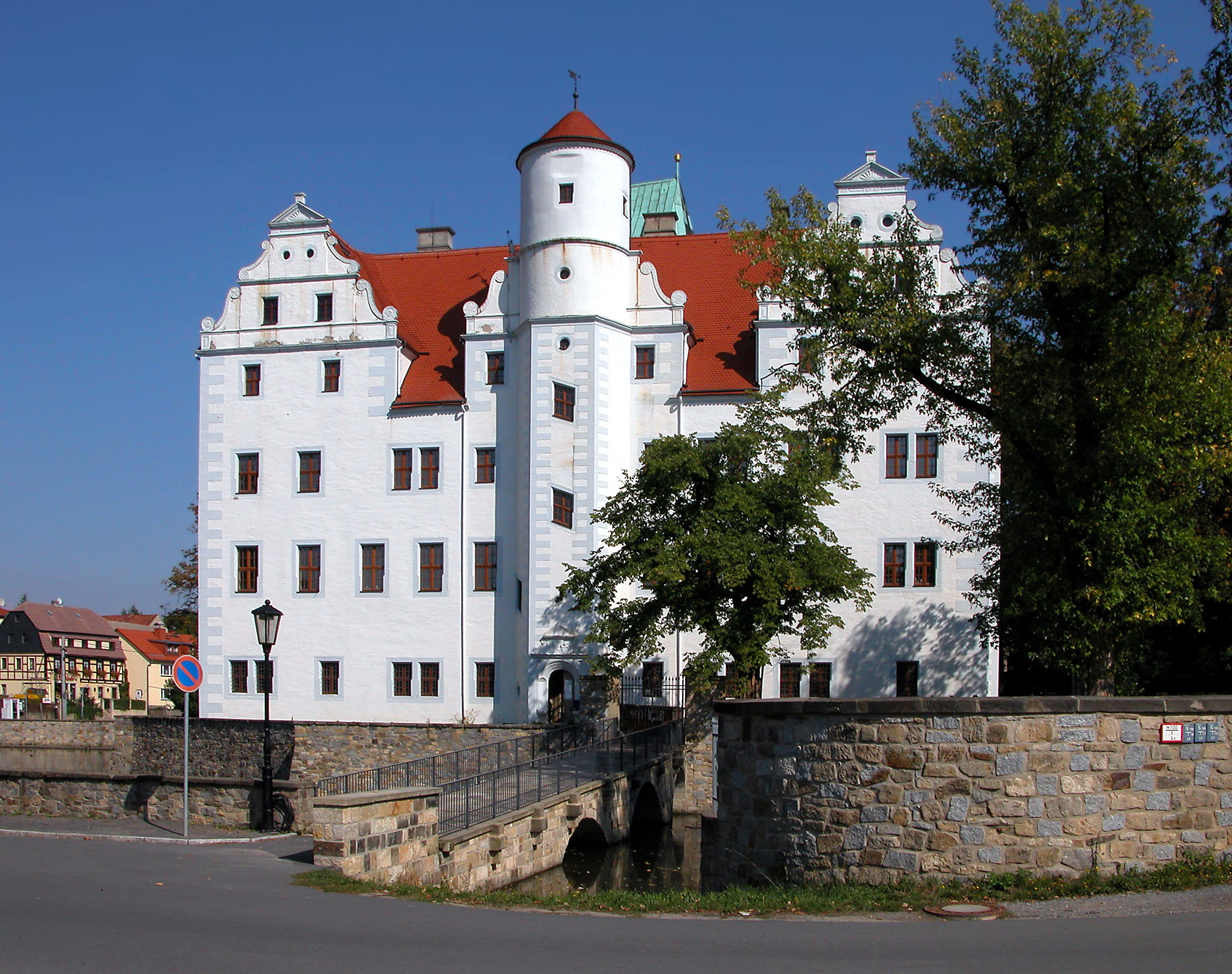
Wasserschloss am Rand von Schönfeld

Schloss Schönfeld ist ein Schloss im Dresdner Ortsteil Schönfeld. Das im 16. Jahrhundert erbaute Renaissance-Schloss geht auf eine mittelalterliche Wasserburg zurück.

## Geschichte

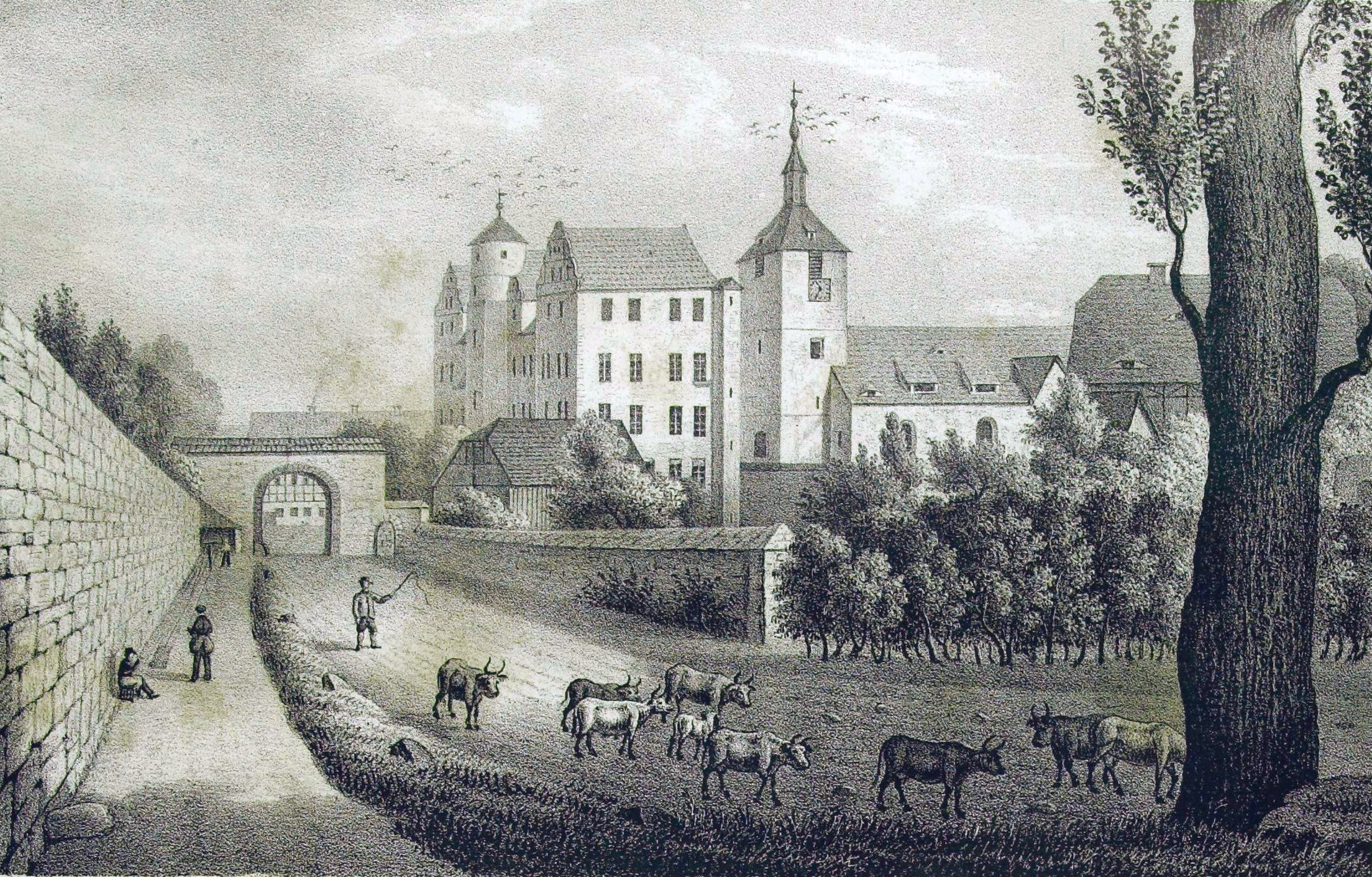
Ansicht um 1845

Vorläufer des heutigen Schlosses war eine mittelalterliche Wasserburg, die mit der Gründung des Ortes Schönfeld im 11. Jahrhundert angelegt wurde. Aus der Burg entwickelte sich das Rittergut Schönfeld. Die dazugehörige Grundherrschaft umfasste 1535 die umliegenden Dörfer Cunnersdorf, Gönnsdorf, Malschendorf, Reitzendorf, Rochwitz, Rockau, Schullwitz, Ullersdorf und Zaschendorf. Diese 1315 erstmals genannte Burg wurde 1543 vom Hofbaumeister Hans von Dehn-Rothfelser erworben. Dehn-Rothfelser trug stark zur wirtschaftlichen Entwicklung des Hochlands bei und ließ die alte Burg zum Schloss im Stil der Sächsischen Renaissance umbauen.

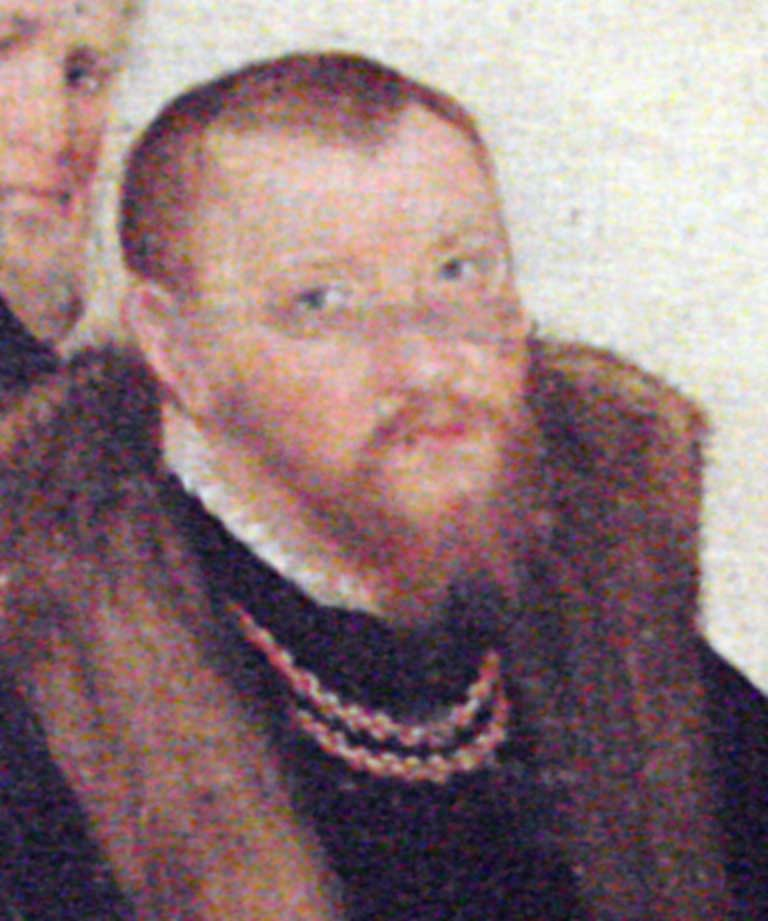
Georg Cracow (1525–1575), Erbauer von Schloss Schönfeld

1568 ging das Rittergut Schönfeld in den Besitz des kurfürstlichen Kammerrats und Kanzlers Georg Cracow über, der zu den einflussreichsten Beratern des sächsischen Kurfürsten August zählte. Unter Cracow erfolgte 1573/74 die Errichtung des heutigen Renaissanceschlosses, über dem Eingangsportal des Schlosses weist das Wappen von Georg Cracow und seiner zweiten Frau Christina Funck auf die Bauherren hin. Cracow, ehemaliger Professor der Rechtswissenschaften an der Universität Wittenberg und Schwiegersohn des Reformators Johannes Bugenhagen, fiel 1574 beim sächsischen Hof in Ungnade, da er bei der Wendung des Kurfürsten August zur lutherischen Orthodoxie als Philippist gebrandmarkt wurde. Er verlor seinen Posten und wurde am 13. März 1574 in Schönfeld verhaftet. Am 16. März 1575 starb er an den Folgen erlittener Folterungen in der Leipziger Pleißenburg. Cracows Erben sahen sich bald darauf zum Verkauf des Schlosses gezwungen.
In den folgenden zwei Jahrhunderten zählten der kurfürstliche Kammermeister Gregor Schilling und die Familien von Loss, von Friesen, von Callenberg, von Lüttichau und Solms zu den Besitzern. 1787 erwarb Kurfürst Friedrich August III. das Schloss samt Rittergut und vereinigte es mit den Rittergütern in Graupa, Jessen und Pratzschwitz zu einem Kammer- und Staatsgut. Dem Gut unterstanden die Dörfer Bonnewitz, Birkwitz, Graupa, Hinterjessen, Malschendorf, Neugraupa, Reitzendorf, Schönfeld, Vorderjessen, Wünschendorf, Zaschendorf sowie ein Teil von Ullersdorf. 1837 wurde es als Gericht und Fronfeste eingerichtet, seit 1856 diente es als Finanzgericht.
Nachdem das königliche Gerichtsamt Schönfeld 1873 aufgelöst worden war, erwarb das Schloss im darauffolgenden Jahr der Bankier Bernhard Gutmann, Vater von Eugen Gutmann. Anlässlich des 400. Geburtstags des Reformators Martin Luther ist vor dem Schlossteich die Schönfelder Luthereiche gepflanzt worden.
Vormals war das Schloss Sitz vom Kammergut, dann um 1925 als Rittergut mit 181 ha, inklusive Grundstücken in Reitzendorf und Schullwitz, und in bürgerlichen Händen. Nach dem Zweiten Weltkrieg ging es 1945 in Volkseigentum über. Die wirtschaftliche Grundlage des ehemaligen Gutes ging mit der Aufteilung des Grundbesitzes unter mehrere Neubauernstellen verloren. Zu DDR-Zeiten diente Schloss Schönfeld unter anderem als Sitz einer Zeitungsredaktion, eines Kindergartens sowie der Gemeindebücherei.
Anfang der 1990er-Jahre begann die Sanierung des Schlosses, die allerdings aufgrund unzureichender Finanzmittel und eines lange Zeit fehlenden tragfähigen Nutzungskonzepts nur schrittweise erfolgte. Der Innenausbau ruhte zwischenzeitlich mehrere Jahre, wurde aber ab 2008 weitergeführt. Seit 2005 nutzt der Kunst- und Kulturverein Schloss Schönfeld e. V. zusammen mit Mitgliedern des Magischen Zirkels Dresden „Bartolomeo Bosco“ e. V. das der Stadt Dresden gehörende Schloss als Veranstaltungsort für öffentliche Zaubershows und als Zauberkunstmuseum, das auch Original-Requisiten berühmter Zauberkünstler zeigt. Zu diesem Zweck wurde ein Theatersaal mit Bühnen- und Beleuchtungstechnik eingerichtet und ein Aufzug eingebaut. Es werden auch Räume für Veranstaltungen vermietet.

## Architektur
Schloss Schönfeld gilt als das am besten erhaltene Renaissanceschloss in der Region Dresden. Seit seiner Erbauung hat es keine gravierenden baulichen Veränderungen erfahren.
Das unmittelbar neben der Schönfelder Kirche gelegene Schloss ist an drei Seiten von einem Wassergraben bzw. vom Schlossteich umgeben. Der kompakte dreigeschossige Baukörper steht mit seiner Hauptfront in Richtung Wirtschaftshof. Das Dach wird durch drei durchgehende Zwerchhäuser gegliedert. Vor dem mittleren Zwerchhaus befindet sich ein sechseckiger, nach oben hin runder Treppenturm mit dem bereits erwähnten Eingangsportal aus Sandstein. In den ehemaligen Wohnräumen in den Obergeschossen blieben zahlreiche mit Wappen und Rankenwerk bemalte Holzbalkendecken aus der Bauzeit erhalten. Andere Räume erhielten im 18. Jahrhundert teilweise Stuckdecken. Auch Reste von Wandmalereien der Spätrenaissance wurden freigelegt.

## Galerie

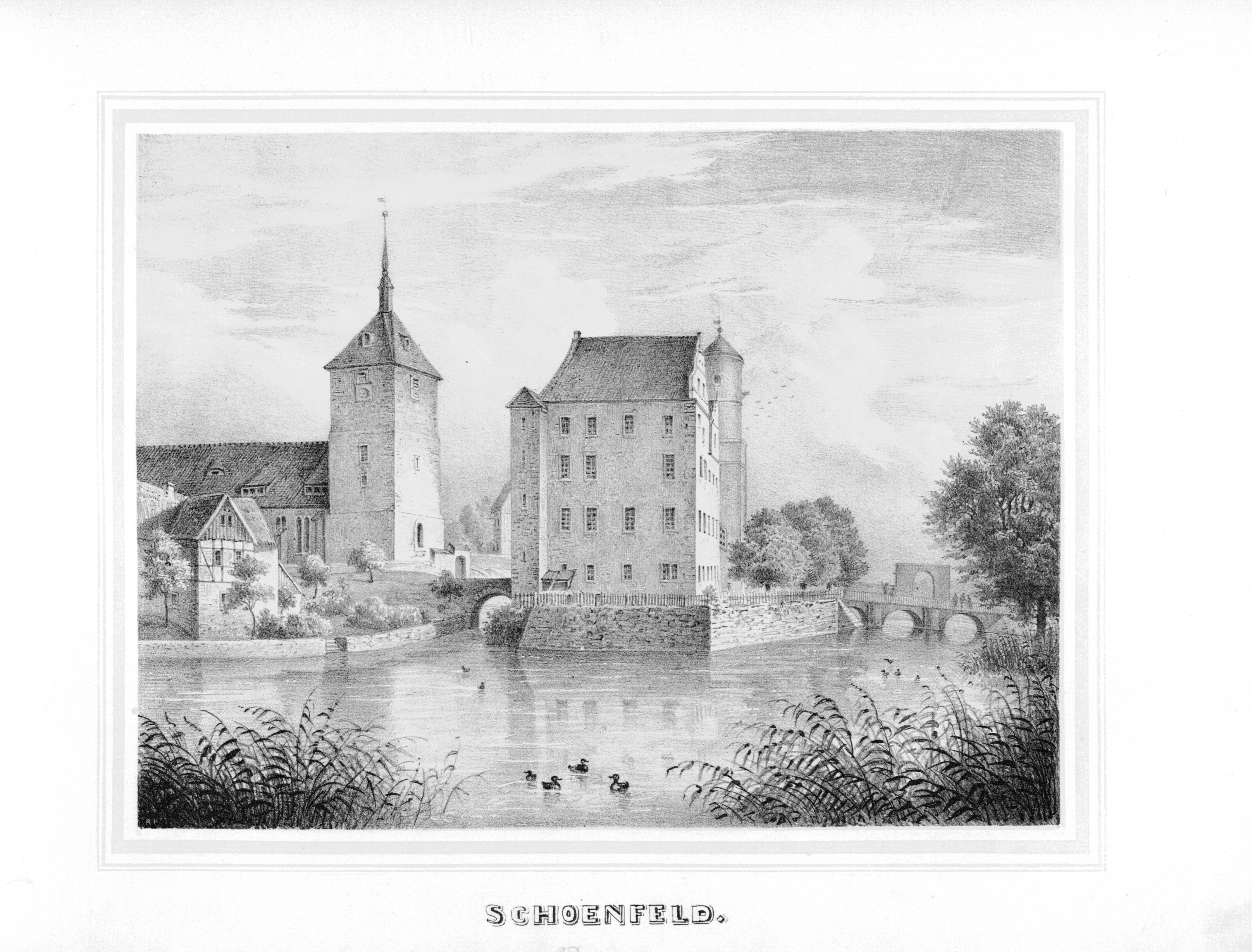
Historische Ansicht Mitte des 19. Jahrhunderts
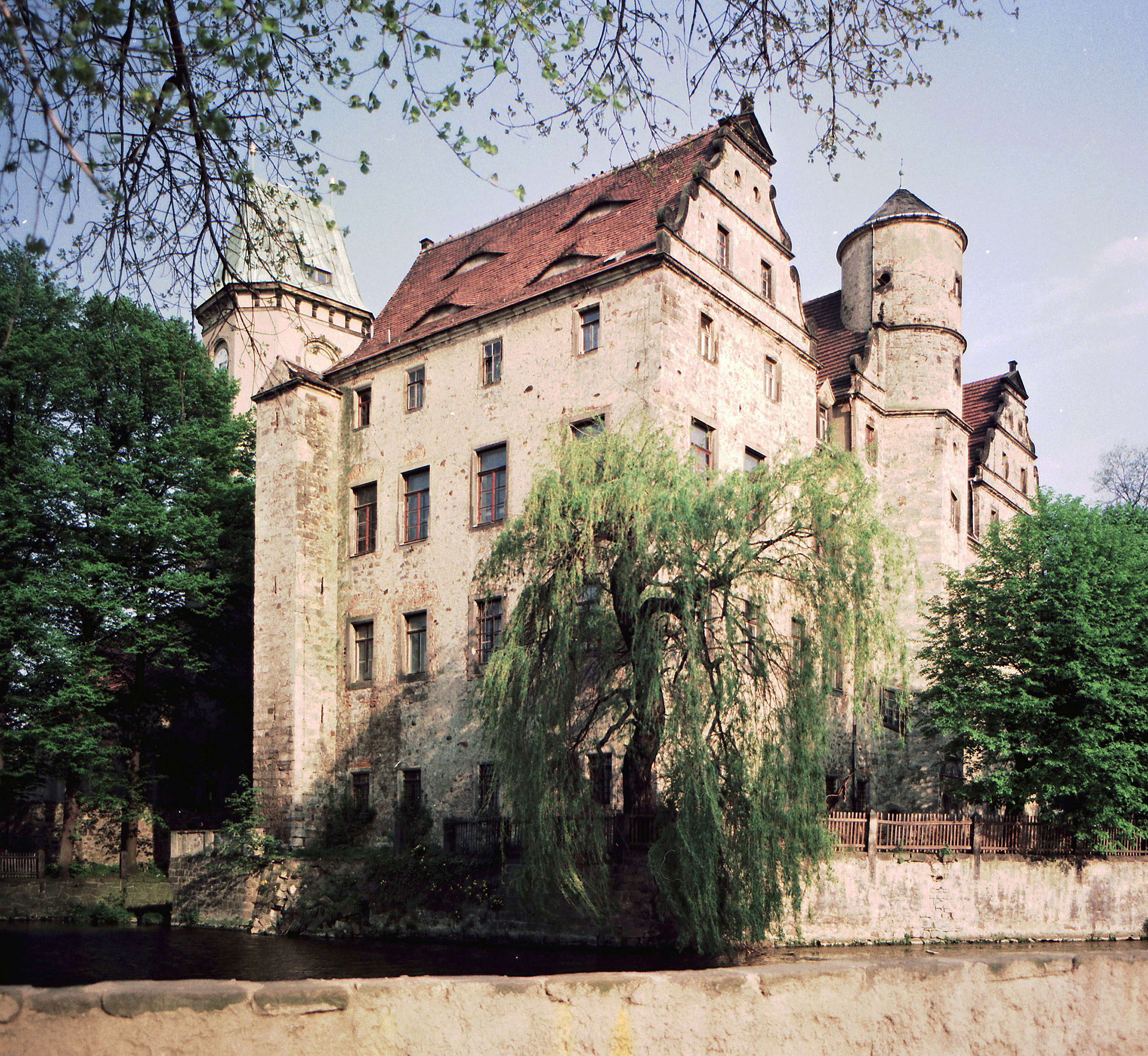
Das Schloss im Jahr 1988
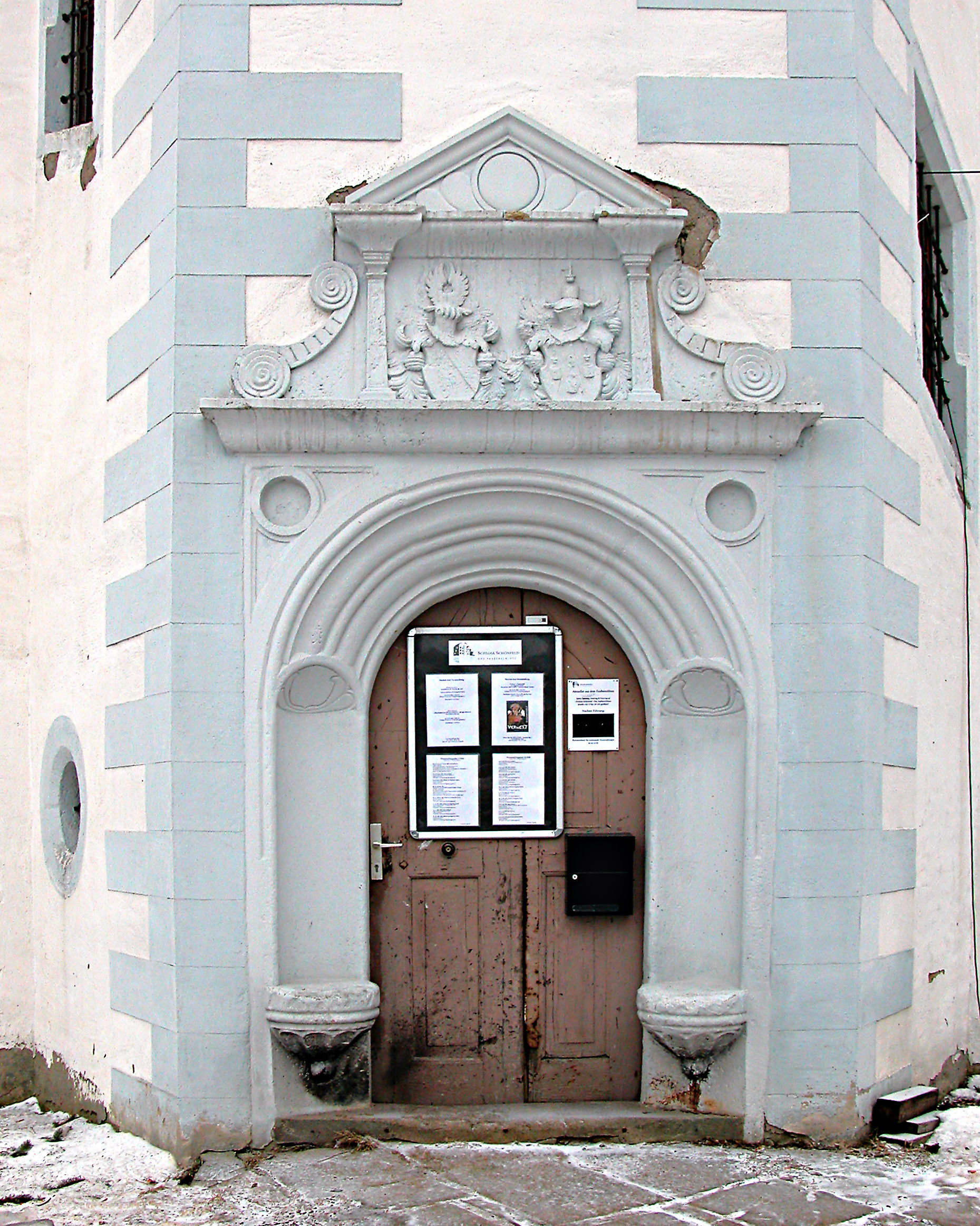
Sitznischenportal mit dem Wappen Georg Cracows und seiner Ehefrau
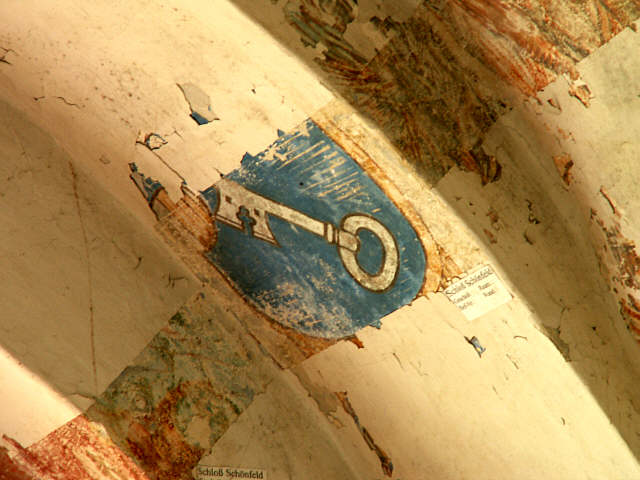
Deckenmalerei
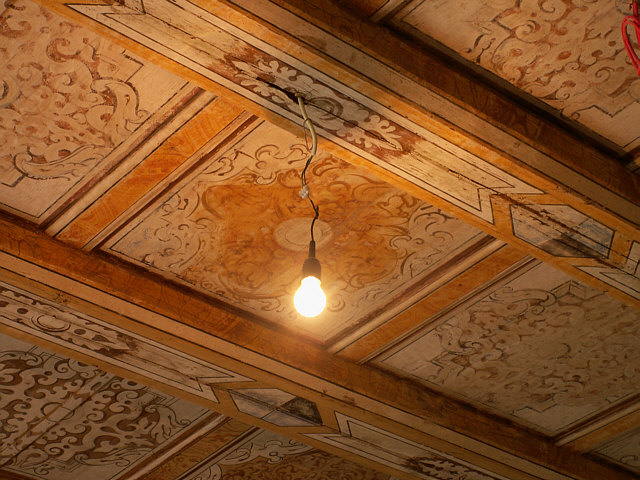
Bemalte Kassettendecke
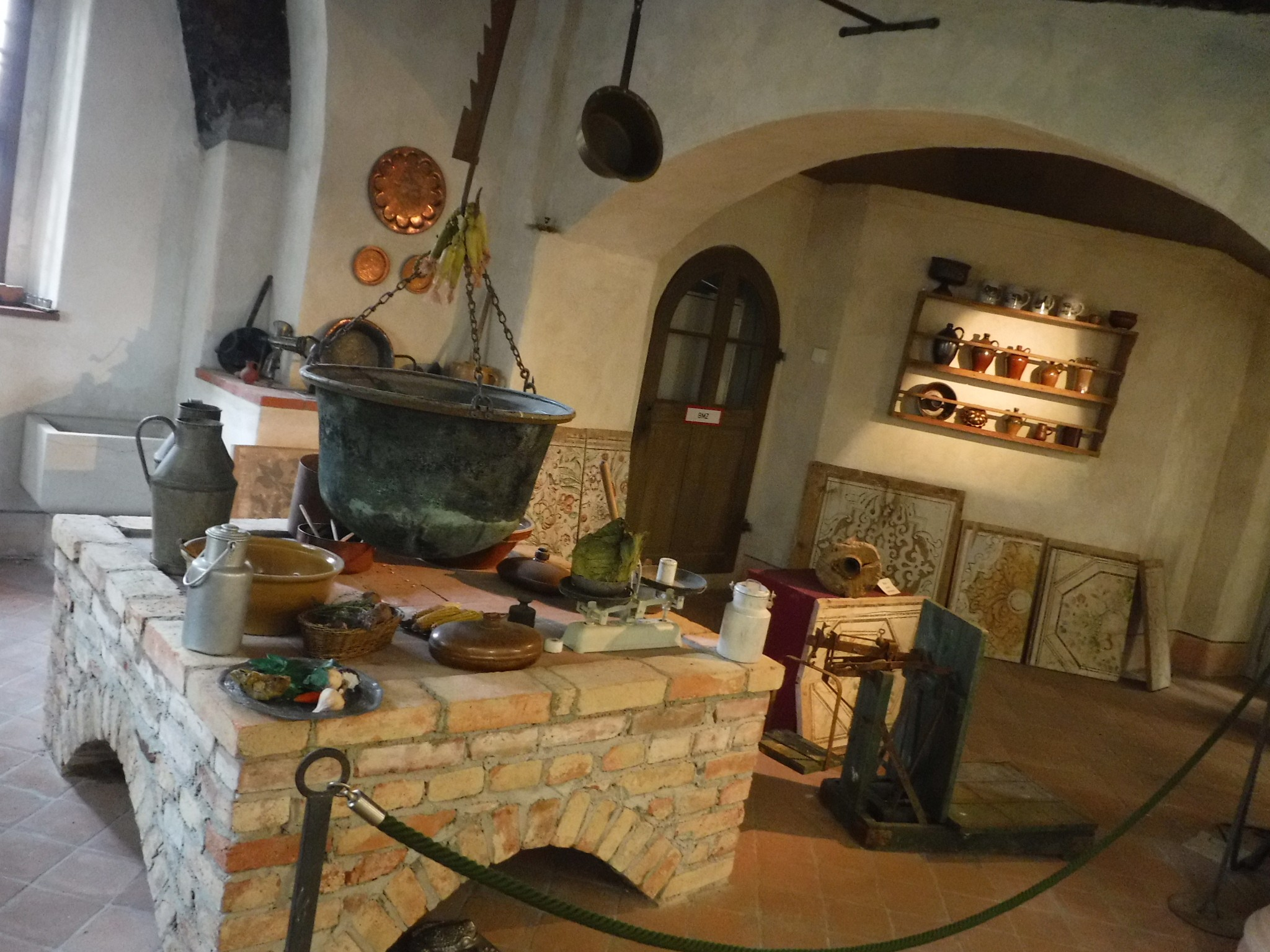
Schlossküche